# Phelim Calleary
Phelim Alfred Calleary (* 3. Oktober 1895 in Ballina, County Mayo; † 4. Januar 1974) war ein Kämpfer der Irish Volunteers und ein irischer Politiker der Fianna Fáil. Von 1952 bis 1969 war er Teachta Dála (Abgeordneter) im Dáil Éireann, dem irischen Unterhaus des Oireachtas.

## Biografie
Calleary trat 1914 den Irish Volunteers bei und war während des Irischen Unabhängigkeitskriegs Kämpfer in der North Mayo Brigade der IRA und wurde 1920 nach Cavan versetzt. Er war ein Gegner des Anglo-Irischen Vertrages und kämpfte während des irischen Bürgerkrieges in den Counties Mayo und Sligo gegen die irischen Streitkräfte. Nach dem Krieg konnte er untertauchen.
Er kandidierte 1952 bei der Nachwahl für Patrick Ruttledge im Wahlkreis Mayo North und konnte die nachfolgenden Wahlen 1954, 1957, 1961 und die Wahlen 1965 für sich entscheiden und seinen Sitz im Dáil verteidigen.
Sein Sohn Seán Calleary (1931–2018) und sein Enkel Dara Calleary (* 1973) waren und sind politisch aktiv und Regierungsmitglieder.